# Таврія (село, Василівський район)
Та́врія — село в Україні, у Роздольській сільській громаді Василівського району Запорізької області. Поблизу села пролягає автошлях регіонального значення Запоріжжя—Бердянськ. Населення становить 336 осіб. До 2020 орган місцевого самоврядування  Таврійська сільська рада.

## Географія
Село Таврія розташоване за 88 км від обласного центру, 24 км від районного центру та 16 км на північний захід від міста Токмака. Сусідні населенні пункти: Новогорівка (2 км), за 2,5 км від села Переможне (2,5 км). Поруч пролягає автошлях національного значення Н30. За 24 км від села знаходиться найближча залізнична станція Таврійськ.

## Історія
Село засновано 1952 року будівельниками Південно-Українського каналу і перебувало у складі Токмацького району.
12 червня 2020 року, відповідно до розпорядження Кабінету Міністрів України № 713-р «Про визначення адміністративних центрів та затвердження територій територіальних громад Запорізької області», село увійшло до складу Роздольської сільської громади.
19 липня 2020 року, в результаті адміністративно-територіальної реформи та ліквідації Токмацького району, село увійшло до складу новоутвореного Василівського району.

## Населення

### Мова
Розподіл населення за рідною мовою за даними :
| Мова       | Кількість | Відсоток |
| ---------- | --------- | -------- |
| українська | 252       | 75 %     |
| російська  | 80        | 23,81 %  |
| білоруська | 4         | 1,19 %   |
| Всього:    | 336       | 100 %    |

## Економіка
- «Таврія», сільгосппідприємство.

## Об'єкти соціальної сфери
- Школа.
- Стадіон.
- Амбулаторія.